# Barbara Makhalisa

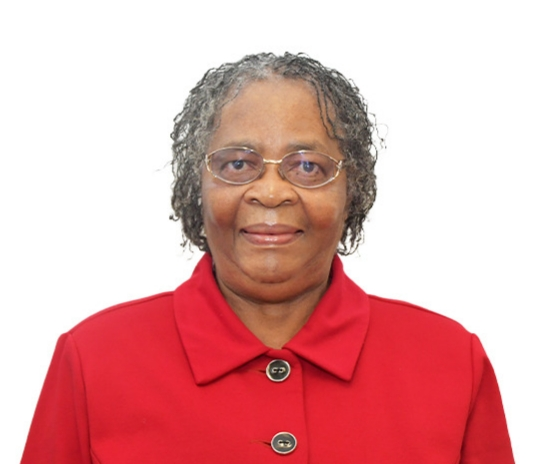
Barbara Makhalisa (2021)

Barbara Makhalisa (geb. 1949 in Simbabwe), auch bekannt unter ihrem Ehenamen Barbara Nkala, ist eine simbabwische Lehrerin, Autorin, Übersetzerin für Ndebele, Romanautorin und Herausgeberin. Sie war eine der ersten Schriftstellerinnen, deren Werke in Simbabwe veröffentlicht wurde. Sie schreibt sowohl in Ndebele als auch in englischer Sprache.

## Biographie
Barbara Clara Makhalisa-Moyo kam 1949 in Simbabwe zur Welt. Sie studierte am Gweru Teachers' College Pädagogik mit den Hauptfächern Englisch und Ndebele, zu einer Zeit, als alles Koloniale als überlegen galt. Später erwarb sie einen Bachelor of Arts in Anglistik und Kommunikation an der University of South Africa (UNISA) und einen Master of Arts in Leadership and Management an der Africa Leadership and Management Academy (ALMA). Sie unterrichtete bis 1982 an verschiedenen Sekundarschulen des Landes.
Ihre Karriere als Schriftstellerin begann, als sie mit ihrem ersten Buch „Qilindini“, einem Krimi in Ndebele, einen nationalen Wettbewerb gewann. Auch ihr zweites Buch „Umendo“ veröffentlichte sie 1977 in Ndebele. Sie erklärte, dass Menschen in ihrer Muttersprache schreiben sollten, da die gesamte Kultur in der Sprache gespeichert und die Literatur der Speicher der Kultur sei.
Zu ihren englischsprachigen Werken gehören „The Underdog and Other Stories“ (Mambo Press, 1984) und „Eva's Song: A Collection of Short Stories“ (Harper Collins, 1996). Ihre Geschichte „Different Values“ wurde 1992 in Margaret Busbys einflussreicher Anthologie Daughters of Africa veröffentlicht.
1981 wurde sie Lektorin beim simbabwischen Verlag Longman. 1991 verließ sie Longman und arbeitete fünf Jahre lang mit ihrem Mann im Familienunternehmen, bevor sie die Leitung der International Bible Society (IBS) als nationale Direktorin für Malawi und Simbabwe übernahm. Sie koordinierte die Übersetzung und Veröffentlichung der neuen Shona- und Ndebele-Bibeln der IBS sowie des Neuen Testaments in Chichewa. Sie verließ die IBS 2005. Heute leitet sie die Radiant Publishing Company.
Nkala ist aktives Mitglied der mennonitischen Brethren-in-Christ-Kirche in Simbabwe. Als Älteste ihrer Kirche war sie in mehreren humanitären Gremien tätig. Ihr Einfluss in der Kirche hat viele junge Menschen dazu angehalten, ihre Geschichten aufzuschreiben, und viele davon wurden in „Good Words/Amazwi Amahle“ in Simbabwe veröffentlicht. Seit 2016 ist sie Regionalvertreterin für das südliche Afrika bei der Mennonitischen Weltkonferenz.
Sie engagiert sich auch für die Erhaltung des Ndebele, der zweiten Hauptsprache in Simbabwe, das heute noch von etwa 100000 Menschen gesprochen wird [und die nicht in einer Wikipedia repräsentiert ist]. 2021 initiierte sie einen Literaturwettbewerb für Ndebele-Autoren.
Barbara Nkala ist verheiratet mit Shadreck Nkala. Sie haben drei erwachsene Kinder und sechs Enkel.

## Veröffentlichungen (Auswahl)

### Belletristik
- „Qilindini“, Roman, Ndebele, 1974, Longman Zimbabwe, ISBN 978-0-582-61685-1
- „Umendo“, Roman, Ndebele, 1977, Mambo Press und Rhodesia Literature Bureau, Mambo Press, Senga Road, Gweru, Zimbabwe, ISBN 0-86922-619-3[16]
- „Umhlaba lo!“, Roman, Ndebele, 1977, Mambo Press, Gweru, Zimbabwe ISBN 0-86922-619-3[17]
- „Impilo yinkinga“, Roman, Ndebele, 1983, Longman, Tourl Road, Ardbennie, Harare, Zimbabwe ISBN 0-582-58717-4[18]
  - „Life is a Daunting Puzzle/Mystery“, Radiant Publishing (Zimbabwe), 2023
- The Underdog and Other Stories, Mambo Press, Gweru (Zimbabwe) 1984, ISBN 978-0-86922-334-5
- Calfy Says (Children's stories, 1991, Longman Zimbabwe)
- Eva's Song, Harper Collins, 1996, ISBN 978-1-77904-011-4
- Beasty Bones and other Baddies (Children's instructions on Health story, 1991, Longman Zimbabwe) ISBN 1-77903-005-3
- Ujojojo KaMaNtombi (Ndebele Children's story, 1991, Longman Zimbabwe)
- Vus' Inkophe/Masimba, 1997[19]
- Giya Giya, Gedichte, 1990[20]

### Herausgeberin
- Celebrating the Vision: A Century of Sowing and Reaping, Baptist Publishing House, 1998[21]
- Rainbow After a Storm: Stories of Loss, Grief & Healing, Radiant, 2008
- Thaph' uluju: iqoqo lezindatshana, ilifa lakho, 2010[22]
- Sithini IsiNdebele? von Issac N Mpofu, 2011[23]
- Izinyawo Zayizolo von Tsitsi Nomsa Ngwenya, 2016[24][25]
- Umkhosi Wenhliziyo von Olivia M. Sibanda, 2020[26]
- Uhambo Lwempilo von Lindani Phiri, 2020[27]

## Auszeichnungen und Ehrungen
- 2015: Ehrendoktorwürde der National University of Science and Technology (NUST) in Bulawayo[28][2][4]
- 2021: Legends Award bei den 40 National Arts Merit Awards (NAMA)[29]